# Organización territorial del Imperio austrohúngaro
El Imperio austrohúngaro se subdividía en los siguientes estados:

## Provincias

### Cisleitania
| Escudo | Nombre | Capital                                                                        | Superficie (km²) | Población (1910) | Mapa |
| ------ | --- | ------------------------------------------------------------------------------ | ---------------- | ---------------- | ---- |
|        | Archiducado de Alta Austria (en alemán) Erzherzogtum Österreich ob der Enns | Linz                                                                           | 11 982           | 853 006 hab.     |      |
|        | Archiducado de Baja Austria (en alemán) Erzherzogtum Österreich unter der Enns | Viena (en alemán) Wien                                                         | 19 825           | 3 531 814 hab.   |      |
|        | Ducado de Alta y Baja Silesia (en alemán) Herzogtum Ober- und Niederschlesien (en polaco) Księstwo Górnego i Dolnego Śląska (en checo) Vévodství Horní a Dolní Slezsko                           | Opava (en alemán) Troppau (en polaco) Opawa                                    | 5153             | 756 949 hab.     |      |
|        | Reino de Bohemia (en checo) České království (en alemán) Königreich Böhmen | Praga (en checo) Praha (en alemán) Prag                                        | 51 946           | 6 769 548 hab.   |      |
|        | Ducado de Bucovina (en rumano) Ducatul Bucovinei (en ucraniano) Герцогство Буковина (en alemán) Herzogtum Bukowina                                                                               | Chernivtsi (en ucraniano) Чернівці (en rumano) Cernăuți (en alemán) Czernowitz | 10 441           | 800 098 hab.     |      |
|        | Ducado de Carintia (en alemán) Herzogtum Kärnten (en esloveno) Vojvodina Koroška | Klagenfurt (en esloveno) Celovec                                               | 10 326           | 396 200 hab.     |      |
|        | Ducado de Carniola (en esloveno) Vojvodina Kranjska (en alemán) Herzogtum Krain | Liubliana (en alemán) Laibach                                                  | 9954             | 525 995 hab.     |      |
|        | Reino de Dalmacia (en croata) Kraljevina Dalmacija (en italiano) Regno di Dalmazia (en alemán) Königreich Dalmatien                                                                              | Zadar (en italiano) Zara                                                       | 12 830           | 645 666 hab.     |      |
|        | Ducado de Estiria (en alemán) Herzogtum Stiermark (en esloveno) Vojvodina Štajerska | Graz (en esloveno) Gradec                                                      | 22 425           | 1 444 157 hab.   |      |
|        | Reino de Galitzia y Lodomeria (en polaco) Królestwo Galicji i Lodomerii (en ucraniano) Королівство Галичини і Лодомерії (en alemán) Königreich Galizien und Lodomerien                           | Leópolis (Lviv) (en ucraniano) Львів (en polaco) Lwów (en alemán) Lemberg      | 78 499           | 8 025 675 hab.   |      |
|        | Condado de Gorizia y Gradisca (1) (en esloveno) Poknežena grofija Goriška in Gradiška (en italiano) Contea principesca di Gorizia e Gradisca (en alemán) Gefürstete Grafschaft Görz und Gradisca | Gorizia (en esloveno) Gorica (en alemán) Görz                                  | 29 272           | 260 721 hab.     |      |
|        | Margraviato de Istria (1) (en croata) Markgrofovija Istra (en italiano) Marchesato d’Istria (en esloveno) Mejna grofija Istra (en alemán) Markgrafschaft Istrien                                 | Poreč/Pula (en italiano) Parenzo                                               | 4955             | 403 566 hab.     |      |
|        | Margraviato de Moravia (en checo) Markrabství moravské (en alemán) Markgrafschaft Mähren | Brno (en alemán) Brünn                                                         | 22 221           | 2 622 271 hab.   |      |
|        | Ducado de Salzburgo (en alemán) Herzogtum Salzburg | Salzburgo (en alemán) Salzburg                                                 | 7153             | 214 737 hab.     |      |
|        | Condado de Tirol (en alemán) Gefürstete Grafschaft Tirol (en italiano) Contea principesca del Tirolo                                                                                             | Innsbruck                                                                      | 26 683           | 946 613 hab.     |      |
|        | Estado de Vorarlberg | Bregenz                                                                        | 2602             | 145 408 hab.     |      |
|        | Ciudad Libre Imperial de Trieste (1) (en italiano) Città Imperiale di Trieste e Dintorni (en alemán) Reichsunmittelbare Stadt Triest und ihr Gebiet                                              | Trieste (en esloveno) Trst (en alemán) Triest                                  | 95               | 229 475 hab.     |      |
|        | Cisleitania | Viena                                                                          | 300 003          | 28 571 934 hab.  |      |

### Transleitania
| Escudo | Nombre | Capital                    | Superficie (km²) | Población (1910) | Mapa |
| ------ | --- | -------------------------- | ---------------- | ---------------- | ---- |
|        | Reino de Hungría (2) (en húngaro) Magyar Királyság                                                                       | Budapest                   | 282 297          | 18 265 000 hab.  |      |
|        | Reino de Croacia-Eslavonia (3) (en alemán) Königreich Kroatien und Slavonien (en croata) Kraljevina Hrvatska i Slavonija | Zagreb (en alemán) Agram   | 42 534           | 2 622 000 hab.   |      |
|        | Ciudad de Fiume y su distrito (en húngaro) Fiume város és kerülete (en alemán) Stadt Fiume mit Gebiet                    | Rijeka (en italiano) Fiume | 21               | 48 800 hab.      |      |
|        | Transleitania | Budapest                   | 324 852          | 20 935 800 hab.  |      |

### Territorios
Los siguientes territorios fueron integrados a la corona húngara tras el compromiso austrohúngaro y el compromiso croatohúngaro:
| Escudo | Nombre                                | Capital                | Superficie (km²) | Población (1910) | Mapa |
| ------ | ------------------------------------- | ---------------------- | ---------------- | ---------------- | ---- |
|        | Fiume y sus alrededores               | Fiume                  | 21               | 48 800 hab.      |      |
|        | Reino de Croacia                      | Zagreb                 |                  |                  |      |
|        | Reino de Eslavonia                    | Osijek                 |                  |                  |      |
|        | Principado de Transilvania            | Kolozsvár, Nagy-Szeben |                  |                  |      |
|        | Voivodato de Serbia y Banato de Tamis |                        |                  |                  |      |

## Condominios
| Escudo | Condominio | Capital                       | Superficie (km²) | Población (1910) | Mapa |
| ------ | --- | ----------------------------- | ---------------- | ---------------- | ---- |
|        | Provincia de Bosnia y Herzegovina (1878-1918) (en alemán) Kondominium Bosnien und Herzegowina (en serbio) Carska pokrajina u Bosni i Herzegovini | Sarajevo (en alemán) Sarajewo | 51 082           | 1 931 802 hab.   |      |
|        | Sanjacado de Novi Pazar (1878-1908) (en serbio) Novopazarski sandžak                                                                             | Novi Pazar                    |                  |                  |      |
|        | Pasos de los Cárpatos (1918) |                               |                  |                  |      |
|        | Zona de concesión en Tianjin (1901-1917) | Tianjin                       |                  |                  |      |

## Condados

### Reino de Hungría
Por su parte, el Reino de Hungría se dividía en los siguientes condados:

Mapa de los condados del Reino de Hungría, 1886-1918.

| Escudo | Nombre                 | Capital                              | Superficie (km²) | Población (1910) | Mapa |
| ------ | ---------------------- | ------------------------------------ | ---------------- | ---------------- | ---- |
|        | Abaúj-Torna            | Kassa (Košice)                       | 3 317            | 202 288          |      |
|        | Alsó-Fehér             | Nagyenyed (Aiud)                     | 3 646            | 221 618          |      |
|        | Arad                   | Arad                                 | 6 048            | 414 388          |      |
|        | Árva                   | Alsókubin (Dolný Kubín)              | 2 019            | 78 700           |      |
|        | Bács-Bodrog            | Zombor (Sombor)                      | 10 362           | 812 385          |      |
|        | Baranya                | Pécs                                 | 5 177            | 352 478          |      |
|        | Bars                   | Aranyosmarót (Zlaté Moravce)         | 2 724            | 178 500          |      |
|        | Békés                  | Gyula                                | 3 670            | 298 710          |      |
|        | Bereg                  | Beregszász (Berehovo)                | 3 786            | 236 611          |      |
|        | Beszterce-Naszód       | Beszterce (Bistrița)                 | 4 333            | 127 800          |      |
|        | Bihar                  | Nagyvárad (Oradea)                   | 10 657           | 646 301          |      |
|        | Borsod                 | Miskolc                              | 3 629            | 289 900          |      |
|        | Brassó                 | Brassó (Brašov)                      | 1 492            | 101 109          |      |
|        | Csanád                 | Makó                                 | 1 714            | 145 200          |      |
|        | Csík                   | Csíkszereda (Miercurea Ciuc)         | 5 064            | 145 720          |      |
|        | Csongrád               | Szentes                              | 3 569            | 325 568          |      |
|        | Esztergom              | Esztergom (Ostřihom)                 | 1 077            | 90 800           |      |
|        | Fejér                  | Székesfehérvár (Stoličný Belehrad)   | 4 129            | 250 670          |      |
|        | Fogaras                | Fogaras (Fagaraš)                    | 2 444            | 95 174           |      |
|        | Gömör-Kishont          | Rimaszombat (Rimavská Sobota)        | 4 279            | 188 100          |      |
|        | Győr                   | Győr (Ráb)                           | 1 534            | 136 300          |      |
|        | Hajdú                  | Debrecen (Debrecín)                  | 3 343            | 253 900          |      |
|        | Háromszék              | Sepsiszentgyörgy (Sfântu Gheorghe)   | 3 889            | 148 080          |      |
|        | Heves                  | Eger                                 | 3 761            | 279 700          |      |
|        | Hont                   | Ipolyság (Šahy)                      | 2 633            | 132 441          |      |
|        | Hunyad                 | Déva (Deva)                          | 7 809            | 340 135          |      |
|        | Jász-Nagykun-Szolnok   | Szolnok                              | 5 251            | 374 000          |      |
|        | Kis-Küküllő            | Dicsőszentmárton (Târnăveni)         | 1 724            | 116 091          |      |
|        | Kolozs                 | Kolozsvár (Kluž)                     | 5 006            | 286 687          |      |
|        | Komárom                | Komárom (Komárno)                    | 2 834            | 201 800          |      |
|        | Krassó-Szörény         | Lugos (Lugoj)                        | 11 074           | 466 147          |      |
|        | Liptó                  | Liptószentmiklós (Liptovský Mikuláš) | 2 246            | 86 906           |      |
|        | Máramaros              | Máramarossziget (Sighetu Marmației)  | 9 716            | 357 700          |      |
|        | Maros-Torda            | Marosvásárhely (Târgu Mureș)         | 4 203            | 219 589          |      |
|        | Moson                  | Magyaróvár (Mosonmagyaróvár)         | 1 989            | 94 500           |      |
|        | Nagy-Küküllő           | Segesvár (Sighișoara)                | 3 337            | 148 800          |      |
|        | Nógrád                 | Balassagyarmat                       | 4 128            | 261 517          |      |
|        | Nyitra                 | Nyitra (Nitra)                       | 5 519            | 457 455          |      |
|        | Pest-Pilis-Solt-Kiskun | Budapest (Budapešť)                  | 12 228           | 1 978 041        |      |
|        | Pozsony                | Pozsony (Bratislava)                 | 4 370            | 389 750          |      |
|        | Sáros                  | Eperjes (Prešov)                     | 3 652            | 174 620          |      |
|        | Somogy                 | Kaposvár                             | 6 675            | 365 961          |      |
|        | Sopron                 | Sopron (Šoproň)                      | 3 256            | 283 510          |      |
|        | Szabolcs               | Nyíregyháza                          | 4 637            | 319 818          |      |
|        | Szatmár                | Nagykároly (Carei)                   | 6 287            | 396 632          |      |
|        | Szeben                 | Nagyszeben (Sibiu)                   | 3 619            | 176 921          |      |
|        | Szepes                 | Lőcse (Levoča)                       | 3 654            | 172 867          |      |
|        | Szilágy                | Zilah (Zalău)                        | 3 815            | 230 140          |      |
|        | Szolnok-Doboka         | Dés (Dej)                            | 4 786            | 251 936          |      |
|        | Temes                  | Temesvár (Temešvár)                  | 7 433            | 500 835          |      |
|        | Tolna                  | Szekszárd                            | 3 537            | 267 267          |      |
|        | Torda-Aranyos          | Torda (Turda)                        | 3 514            | 174 375          |      |
|        | Torontál               | Nagybecskerek (Zrenjanin)            | 10 016           | 615 151          |      |
|        | Trencsén               | Trencsén (Trenčín)                   | 4 456            | 310 437          |      |
|        | Turóc                  | Turócszentmárton (Martin)            | 1 123            | 55 703           |      |
|        | Udvarhely              | Székelyudvarhely (Odorheiu Secuiesc) | 2 938            | 124 173          |      |
|        | Ugocsa                 | Nagyszőlős (Vynohradiv)              | 1 213            | 91 755           |      |
|        | Ung                    | Ungvár (Užhorod)                     | 3 230            | 161 989          |      |
|        | Vas                    | Szombathely                          | 5 474            | 435 793          |      |
|        | Veszprém               | Veszprém                             | 3 953            | 229 776          |      |
|        | Zala                   | Zalaegerszeg                         | 5 995            | 466 333          |      |
|        | Zemplén                | Sátoraljaújhely                      | 6 282            | 343 194          |      |
|        | Zólyom                 | Besztercebánya (Banská Bystrica)     | 2 634            | 133 653          |      |

### Reino de Croacia-Eslavonia
El Reino de Croacia-Eslavonia se dividía en los siguientes condados:

Mapa de los condados del Reino de Croacia-Eslavonia.

| Escudo | Nombre            | Capital        | Superficie (km²) | Población (1910) | Mapa |
| ------ | ----------------- | -------------- | ---------------- | ---------------- | ---- |
|        | Bjelovar-Križevci | Kassa (Košice) | 5 048            | 332 592          |      |
|        | Lika-Krbava       | Gospić         | 6 211            | 204 710          |      |
|        | Modruš-Fiume      | Ogulin         | 4 879            | 231 654          |      |
|        | Požega            | Požega         | 4 933            | 265 272          |      |
|        | Srijem            | Vukovar        | 6 866            | 414 200          |      |
|        | Varaždin          | Varaždin       | 2 521            | 307 010          |      |
|        | Virovitica        | Osijek         | 4 867            | 272 430          |      |
|        | Zagreb            | Zagreb         | 7 210            | 594 052          |      |

- Datos: Q109424534